# Soldatenfriedhöfe in Freistadt

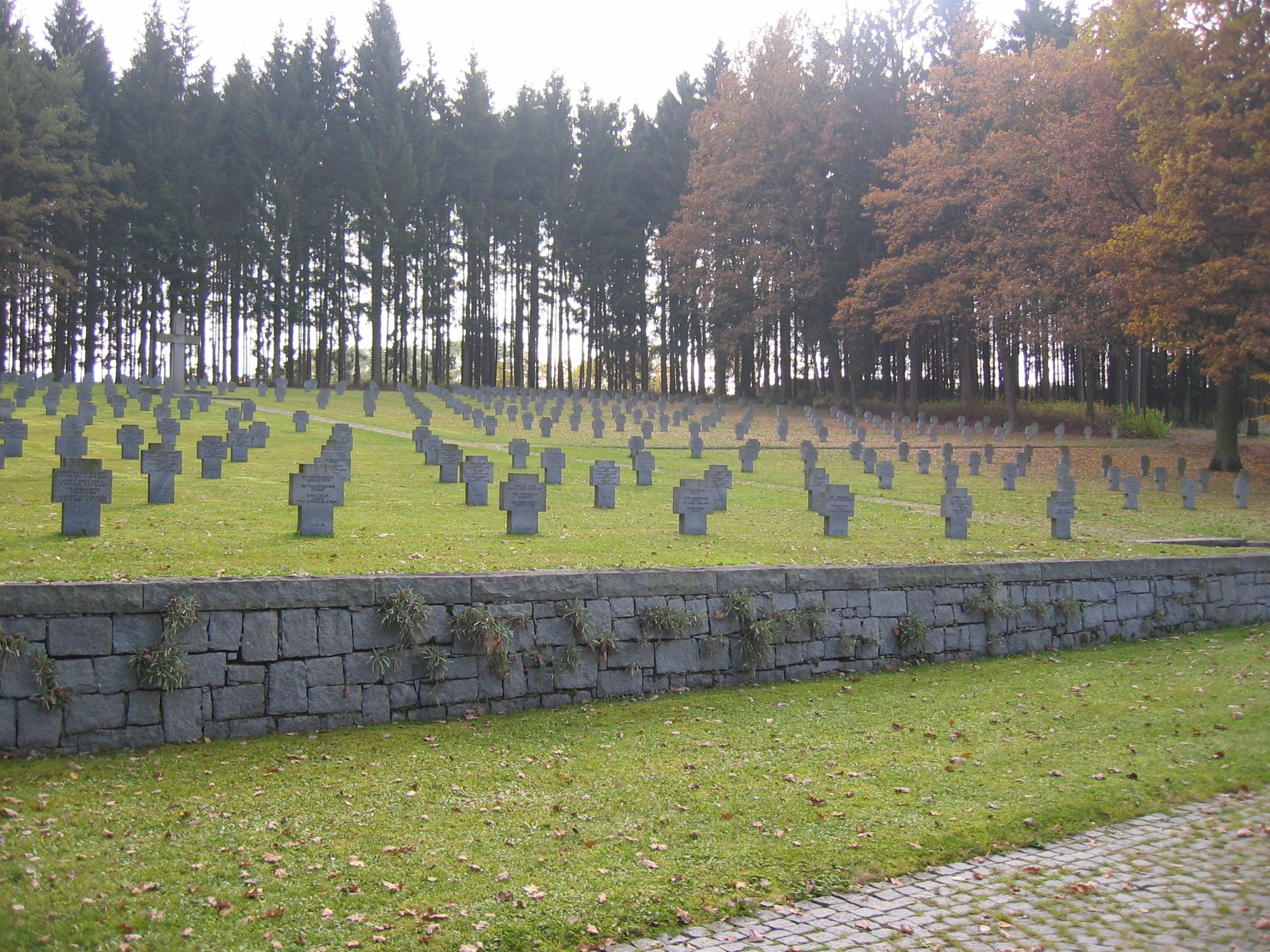
Friedhof Jaunitzbachtal: Neuer Teil (2008)

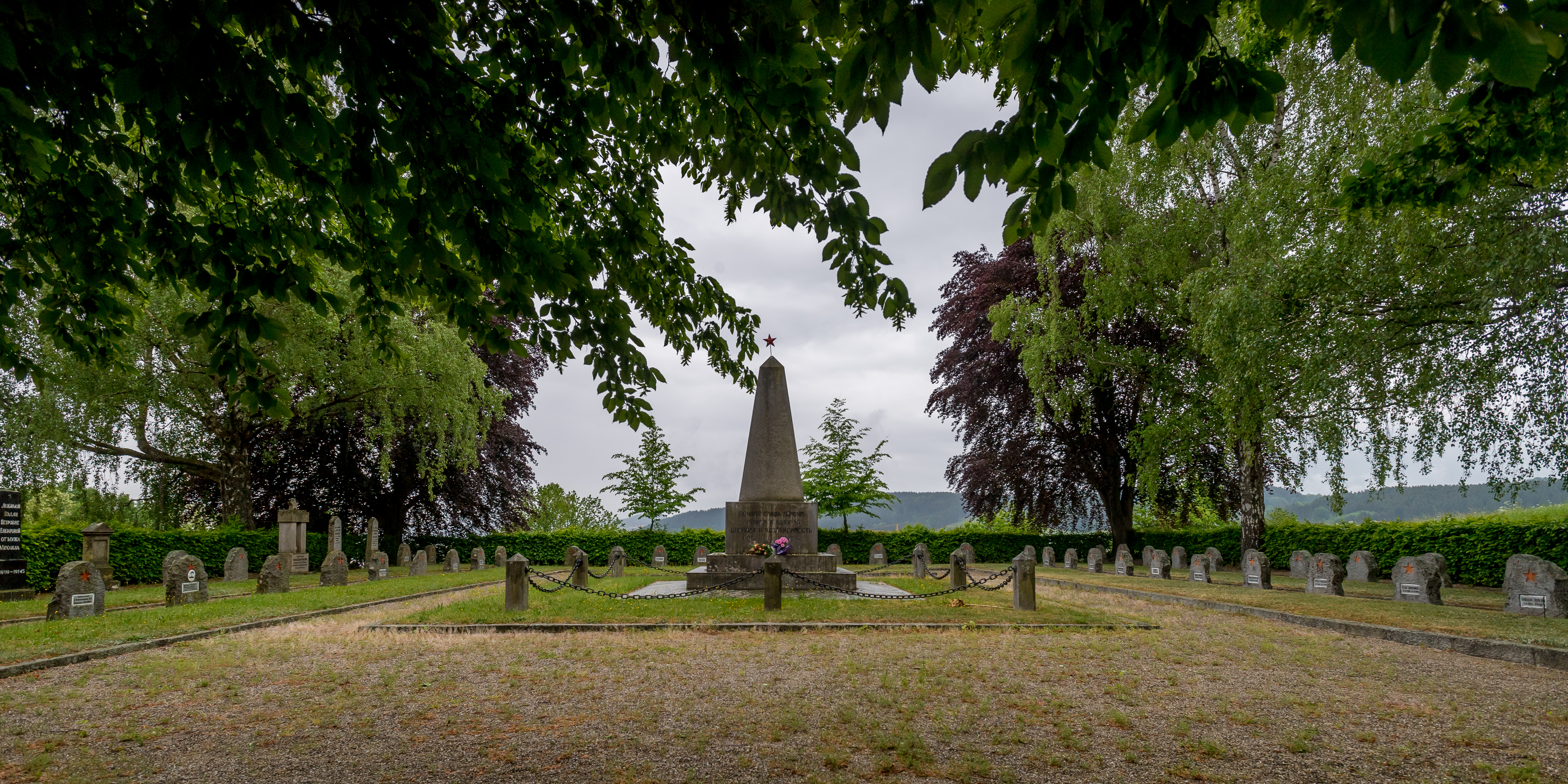
Sowjetrussischer Friedhof Freistadt (2018)

Die oberösterreichische Stadt Freistadt verfügt über zwei Soldatenfriedhöfe aus dem Ersten, Zweiten Weltkrieg und der Besatzungszeit. Einerseits den Friedhof Jaunitzbachtal im Süden der Stadt und andererseits den Sowjetrussischen Friedhof im Norden.

## Jaunitzbachtal
Der Soldatenfriedhof Jaunitzbachtal liegt im südlichen Gemeindegebiet an der Jaunitz (Lage). Er wurde am 23. März 1916 mit der ersten Beerdigung eröffnet, da die 59 vorgesehenen Einzelgräber am Friedhof in Sankt Peter belegt waren. Der Friedhof wurde auf Grund des k.u.k. Kriegsgefangenenlagers Freistadt zwischen 1914 und 1918, in dem rund 20.000 Gefangene aus Russland und Italien inhaftiert waren, eingerichtet. Der Friedhof umfasste bis Kriegsende 462 Einzelgräber, von denen 388 verwendet wurden. 367 Russen und 21 Italiener wurden hier begraben.
Im Zweiten Weltkrieg wurde der Friedhof um den neuen Teil auf rund 7200 Quadratmeter erweitert. Der neue Teil ist ein Sammelfriedhof für 2352 Tote aus 14 Nationen, davon 787 Deutsche Soldaten. Die Einweihung fand am 9. September 1972 statt, nachdem seit Ende der 1960er Jahre Tote von mehreren Friedhöfen in der Umgebung hierher überführt waren.
Die beiden Teile sind durch einen Holzsteg verbunden. Das Eingangsgebäude steht am neuen Teil, die Grabsteine des neuen Teils sind aus Lasberger Granit gefertigt.
Die Pflege des Friedhofs übernahm die Kriegsgräberfürsorge des Österreichischen Schwarzen Kreuzes.

## Sowjetrussischer Friedhof
Im Norden der Stadt (Lage) besteht ein kleiner, quadratischer Friedhof mit verstorbenen sowjetischen Soldaten der Besatzungszeit 1945 bis 1955. Der Friedhof umfasst 68 Gräber, davon sind 20 ohne Namen und Sterbedatum.
Im Zentrum steht ein Obelisk mit einer Inschrift. Der Obelisk ist umgrenzt von Steinpfeilern mit Eisenketten. Die Inschrift der Grabsteine ist kyrillisch.

## Galerie

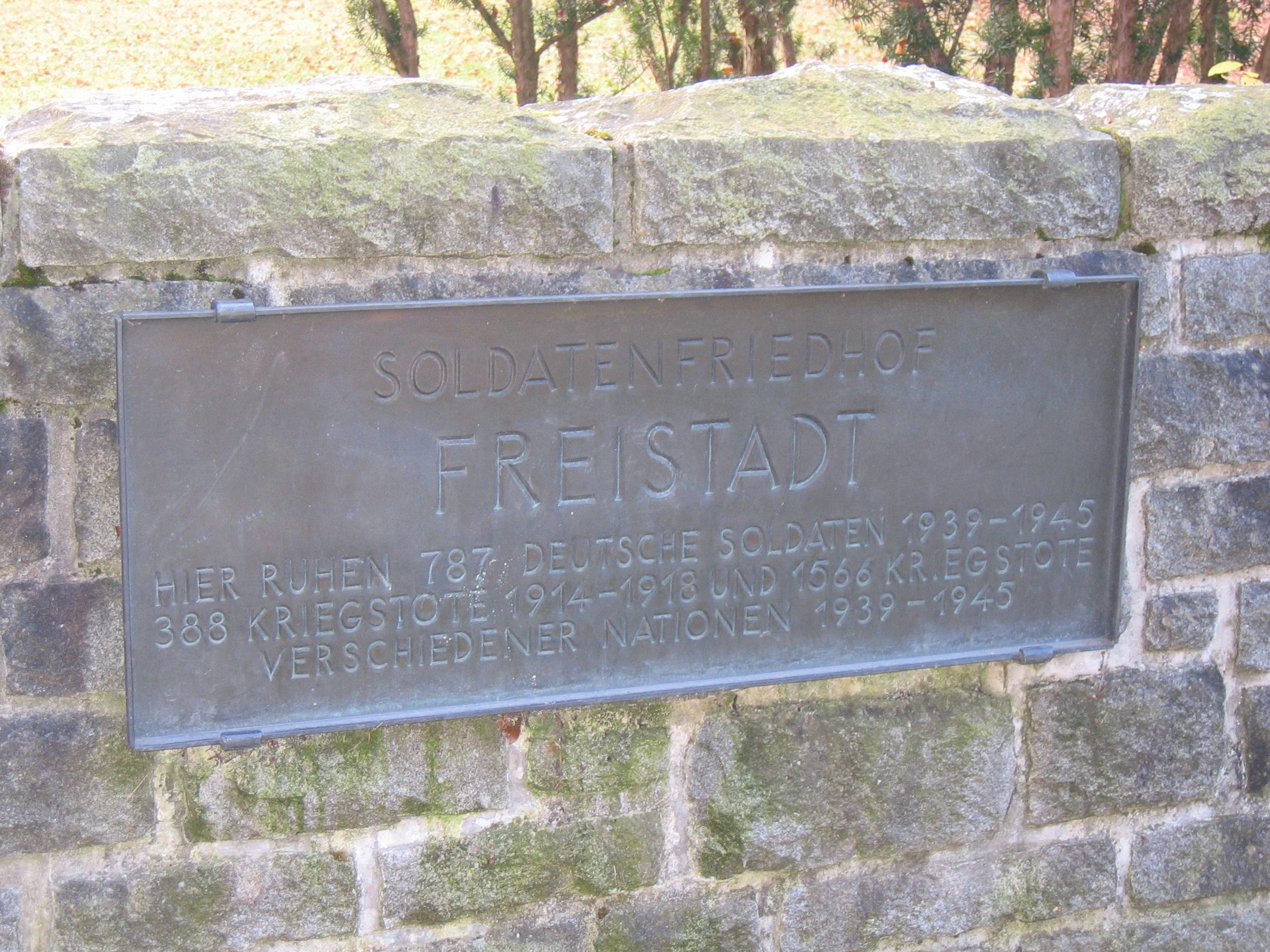
Tafel am Soldatenfriedhof Jaunitztal
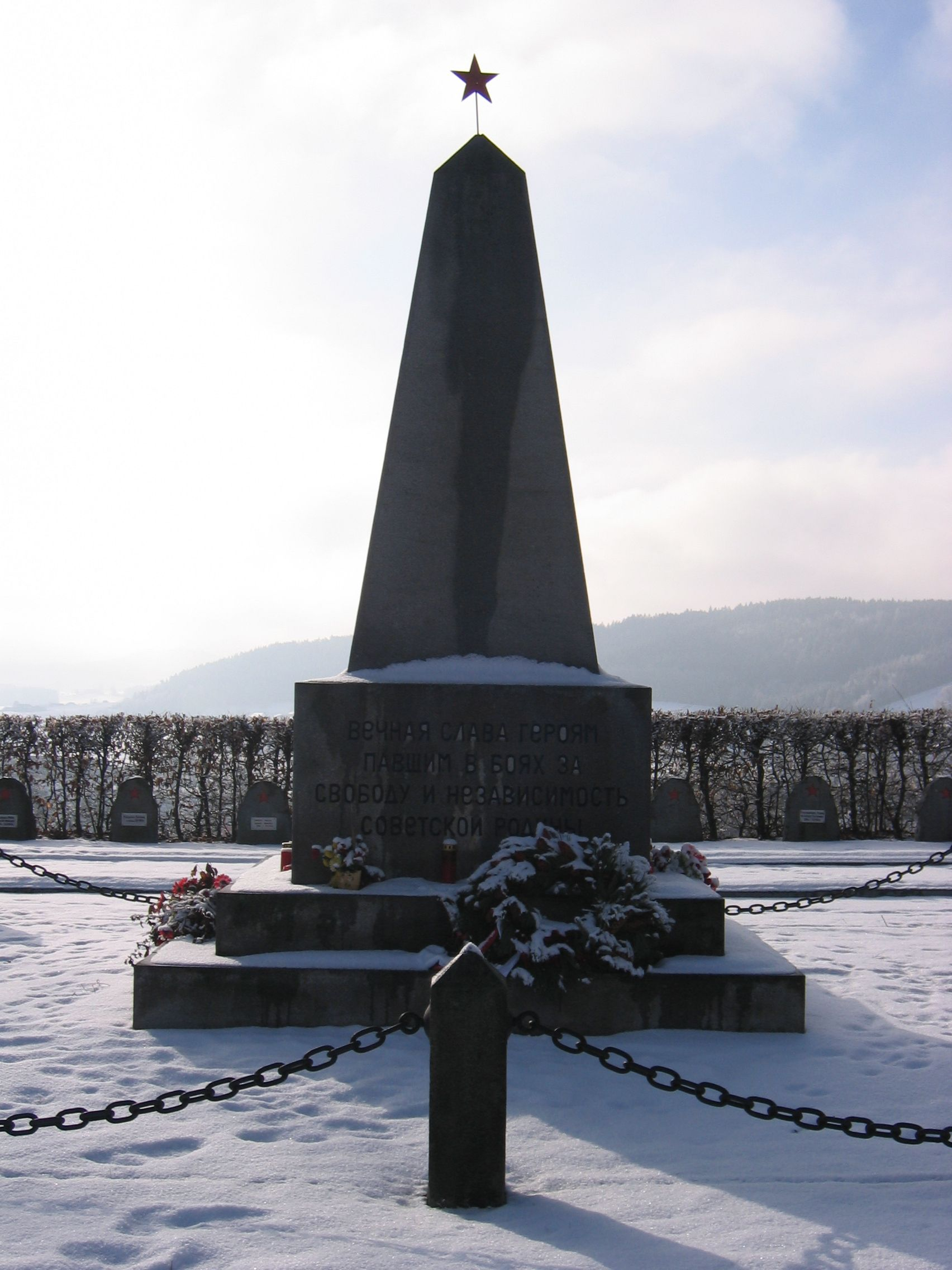
Obelisk am Sowjetrussischen Friedhof